# 月島駅
月島駅（つきしまえき）は、東京都中央区月島一丁目にある、東京地下鉄（東京メトロ）・東京都交通局（都営地下鉄）の駅。
東京メトロの有楽町線と、都営地下鉄の大江戸線が乗り入れ、接続駅となっている。駅番号は、有楽町線がY 21、大江戸線がE 16。

## 歴史
- 1988年（昭和63年）6月8日：帝都高速度交通営団（営団地下鉄）有楽町線の駅が開業[1][2]。前日に延伸・全線開業の開業式が当駅1番線で挙行される[1]。
- 2000年（平成12年）12月12日：都営地下鉄大江戸線の駅が開業し、乗換駅となる。
- 2004年（平成16年）4月1日：帝都高速度交通営団（営団地下鉄）民営化に伴い、有楽町線の駅は東京地下鉄（東京メトロ）に継承される[4]。
- 2007年（平成19年）3月18日：ICカード「PASMO」の利用が可能となる[5]。
- 2013年（平成25年）6月29日：東京メトロでホームドアの使用を開始する[6]。
- 2015年（平成27年）7月15日：月島一丁目地区市街地再開発事業によって建設されたキャピタルゲートプレースのオープンに伴い、8b番出入口の供用が開始される[7]。階段とエスカレーターのみ設置されているそれまでの8番出入口が、8a番出入口に改称される[注 1]。

## 駅構造
当駅では、有楽町線と大江戸線が、初見橋交差点の地下で交差する。一般的に地下鉄の路線が交わる場合、後に開通した路線が既設線の下を通過する構造をとる事例が多いが、当駅では後から開業した大江戸線（地下2階）が有楽町線（地下3階）の上を通っている。これは、月島駅を通る計画は大江戸線の方が先になされたことによる。有楽町線建設時、地下3階を通る有楽町線駅構築の上部、地下2階に事前工事として大江戸線交差部の構築が施工されていた
なお、改札階は同一階層（地下1階）である｡有楽町線と大江戸線の乗換改札は設置されていないため、両社局による同様の構造をもつ連絡駅と同様、乗継割引の適用を受けるには、双方の改札を60分以内に通過する必要がある。

### 東京メトロ
島式ホーム1面2線を有する地下駅。佃大橋通りの初見橋交差点の地下に位置する。当駅は東京湾が近く、高潮などの水害対策として、駅通路部に鋼鉄製の防潮扉を設置している
ホームは地下3階、改札は全て地下1階に位置している。ホームの駅名看板周りには、茶色と縹色（はなだいろ）を使用した市松模様のデザインパネルを配置している。ホームにはホームドアが設置されている。
豊洲側は駅を出るとすぐに単線シールドトンネルの並列となっているのに対し、新富町側は複線シールドトンネルとなることから、新木場方面への線路と和光市方面への線路の間隔が狭まる｡
2000年代にエレベーターが設置されたのに伴い、新たに専用改札が設けられた。このエレベーター専用改札には窓口や自動精算機が設置されていない。また、自動券売機は中央改札周辺にしか設置されていないが、こちらはエレベーター専用改札から通路を通って行くことができる。

#### のりば
| 番線 | 路線     | 行先                       |
| ---- | -------- | -------------------------- |
| 1    | 有楽町線 | 新木場方面                 |
| 2    | 有楽町線 | 和光市・森林公園・飯能方面 |

（出典：東京メトロ:構内図）

#### 発車メロディ
2013年6月29日からスイッチ制作の発車メロディ（発車サイン音）を使用している。
曲は1番線が「江戸の街」（福嶋尚哉作曲）、2番線が「旅の前日」（谷本貴義作曲）である。

#### 構内店舖

##### 現在の店舗
- 月島Metro pia[15]（東京メトロ完全子会社のメトロプロパティーズによる運営）（中央改札内）
  - フレッシュベーカリー神戸屋 月島メトロピア店[16]
  - ぼんたぼんた 月島駅メトロピア店[17]
- CocoDesk 月島駅出口1・2方面1[18]（東京メトロと富士フイルムビジネスイノベーションによる共同運営）（中央改札外、1・2番出入口付近）

##### 過去の店舗
- 月島Metro pia[15]（中央改札内）
  - 月島駅メトロピア CocoPress[19]（現在「ぼんたぼんた 月島駅メトロピア店」がある位置）
- METRO'S月島駅（中央改札とホームの間の階段の踊り場、地下2階に相当）（現在自動販売機がある位置）

### 都営地下鉄
島式ホーム1面2線を有する地下駅。清澄通りの初見橋交差点の地下に位置する。
ホームは地下2階、改札は地下1階に位置している。ホームにはホームドアが設置されている。
当駅に大江戸線の列車が到着する際に、当駅に近い肉のたかさごの車内広告が放送される。同じ東京都交通局の都営バスでも月島駅前停留所に到着する際に肉のたかさごの車内広告が放送されるが、放送文が異なる。
駅業務は東京都営交通協力会に委託されており、門前仲町駅務管区内の受託駅を統括する9区ブロック長が配置されている。
改札を入った正面には、大江戸線が開業する6か月前である2000年（平成12年）6月に東陶機器（現・TOTO）が寄贈した「月の鏡」のパブリックアートが設置されている。

#### のりば
| 番線 | 路線         | 行先             |
| ---- | ------------ | ---------------- |
| 1    | 都営大江戸線 | 両国・春日方面   |
| 2    | 都営大江戸線 | 大門・六本木方面 |

（出典：都営地下鉄:駅構内図）

#### 構内店舗

##### 現在の店舗
- メルシー月島駅（改札外）
- 上記のメルシーの横で東京都営交通協力会（東京都交通局の外郭団体）が実施する期間限定ショップがある[21]。事前告知はない。なお、この期間限定ショップは、東京都営交通協力会が、出店する会社を随時募集して実施している[22]。

## 利用状況
- 東京メトロ - 2024年度の1日平均乗降人員は70,195人である[メトロ 1]。
東京メトロ全130駅の中では第58位。
- 都営地下鉄 - 2023年度の1日平均乗降人員は65,675人（乗車人員：32,664人、降車人員：33,011人）である[都交 1]。
開業してから常に増加傾向にある。開業当初の乗車人員の見込みは、16,000人であった[23]。

### 年度別1日平均乗降人員
各年度の1日平均乗降人員数は下表の通りである。
| 年度               | 営団 / 東京メトロ | 営団 / 東京メトロ | 都営地下鉄       | 都営地下鉄 |
| 年度               | 1日平均 乗降人員  | 増加率            | 1日平均 乗降人員 | 増加率     |
| ------------------ | ----------------- | ----------------- | ---------------- | ---------- |
| 2003年（平成15年） | 43,371            | 7.4%              | 32,157           | 9.8%       |
| 2004年（平成16年） | 44,157            | 1.8%              | 33,742           | 4.9%       |
| 2005年（平成17年） | 46,886            | 6.2%              | 36,694           | 8.7%       |
| 2006年（平成18年） | 51,333            | 9.5%              | 41,790           | 13.9%      |
| 2007年（平成19年） | 56,199            | 9.5%              | 47,331           | 13.3%      |
| 2008年（平成20年） | 60,007            | 6.8%              | 51,008           | 7.8%       |
| 2009年（平成21年） | 60,973            | 1.6%              | 51,793           | 1.5%       |
| 2010年（平成22年） | 62,942            | 3.2%              | 53,983           | 4.2%       |
| 2011年（平成23年） | 57,409            | −8.8%             | 54,692           | 1.3%       |
| 2012年（平成24年） | 61,452            | 7.0%              | 58,861           | 7.6%       |
| 2013年（平成25年） | 65,345            | 6.3%              | 63,104           | 7.2%       |
| 2014年（平成26年） | 66,893            | 2.4%              | 65,478           | 3.8%       |
| 2015年（平成27年） | 70,414            | 5.3%              | 69,120           | 5.6%       |
| 2016年（平成28年） | 72,169            | 2.5%              | 71,806           | 3.9%       |
| 2017年（平成29年） | 74,049            | 2.6%              | 73,692           | 2.6%       |
| 2018年（平成30年） | 76,229            | 2.9%              | 75,269           | 2.1%       |
| 2019年（令和元年） | 77,166            | 1.2%              | 75,411           | 0.2%       |
| 2020年（令和02年） | 50,081            | −35.1%            | 49,363           | −34.5%     |
| 2021年（令和03年） | 52,719            | 5.3%              | 51,820           | 5.0%       |
| 2022年（令和04年） | 60,498            | 14.8%             | 59,007           | 13.9%      |
| 2023年（令和05年） | 67,069            | 10.9%             | 65,675           | 11.3%      |
| 2024年（令和06年） | 70,195            | 4.7%              |                  |            |

### 年度別1日平均乗車人員（1988年 - 2000年）
各年度の1日平均乗車人員数は下表の通りである。
| 年度               | 営団   | 都営地下鉄 | 出典              |
| ------------------ | ------ | ---------- | ----------------- |
| 1988年（昭和63年） | 9,051  | 未開業     | [ 東京都統計 1 ]  |
| 1989年（平成元年） | 12,036 | 未開業     | [ 東京都統計 2 ]  |
| 1990年（平成02年） | 14,151 | 未開業     | [ 東京都統計 3 ]  |
| 1991年（平成03年） | 15,249 | 未開業     | [ 東京都統計 4 ]  |
| 1992年（平成04年） | 15,726 | 未開業     | [ 東京都統計 5 ]  |
| 1993年（平成05年） | 16,082 | 未開業     | [ 東京都統計 6 ]  |
| 1994年（平成06年） | 15,934 | 未開業     | [ 東京都統計 7 ]  |
| 1995年（平成07年） | 15,754 | 未開業     | [ 東京都統計 8 ]  |
| 1996年（平成08年） | 15,726 | 未開業     | [ 東京都統計 9 ]  |
| 1997年（平成09年） | 16,441 | 未開業     | [ 東京都統計 10 ] |
| 1998年（平成10年） | 17,252 | 未開業     | [ 東京都統計 11 ] |
| 1999年（平成11年） | 17,642 | 未開業     | [ 東京都統計 12 ] |
| 2000年（平成12年） | 18,132 | 10,182     | [ 東京都統計 13 ] |

### 年度別1日平均乗車人員（2001年以降）
| 年度               | 営団 / 東京メトロ | 都営地下鉄 | 出典              |
| ------------------ | ----------------- | ---------- | ----------------- |
| 2001年（平成13年） | 19,814            | 13,411     | [ 東京都統計 14 ] |
| 2002年（平成14年） | 20,710            | 15,044     | [ 東京都統計 15 ] |
| 2003年（平成15年） | 21,139            | 16,443     | [ 東京都統計 16 ] |
| 2004年（平成16年） | 21,666            | 17,460     | [ 東京都統計 17 ] |
| 2005年（平成17年） | 22,910            | 18,997     | [ 東京都統計 18 ] |
| 2006年（平成18年） | 24,693            | 21,589     | [ 東京都統計 19 ] |
| 2007年（平成19年） | 26,743            | 24,139     | [ 東京都統計 20 ] |
| 2008年（平成20年） | 28,318            | 25,862     | [ 東京都統計 21 ] |
| 2009年（平成21年） | 28,562            | 26,094     | [ 東京都統計 22 ] |
| 2010年（平成22年） | 29,345            | 27,197     | [ 東京都統計 23 ] |
| 2011年（平成23年） | 29,123            | 27,625     | [ 東京都統計 24 ] |
| 2012年（平成24年） | 31,016            | 29,595     | [ 東京都統計 25 ] |
| 2013年（平成25年） | 33,045            | 31,750     | [ 東京都統計 26 ] |
| 2014年（平成26年） | 33,940            | 32,859     | [ 東京都統計 27 ] |
| 2015年（平成27年） | 35,770            | 34,630     | [ 東京都統計 28 ] |
| 2016年（平成28年） | 36,649            | 35,908     | [ 東京都統計 29 ] |
| 2017年（平成29年） | 37,559            | 36,895     | [ 東京都統計 30 ] |
| 2018年（平成30年） | 38,663            | 37,678     | [ 東京都統計 31 ] |
| 2019年（令和元年） | 39,139            | 37,711     | [ 東京都統計 32 ] |
| 2020年（令和02年） |                   | 24,669     |                   |
| 2021年（令和03年） |                   | 25,869     |                   |
| 2022年（令和04年） |                   | 29,453     |                   |
| 2023年（令和05年） |                   | 32,664     |                   |

備考
1. ↑  1988年6月8日開業。開業日から1989年3月31日までの計297日間を集計したデータ。
2. ↑  2000年12月12日開業。開業日から翌年3月31日までの計110日間を集計したデータ。

## 駅周辺
当駅には、1 - 10番出入口と、出入口番号のないエレベーター専用出入口が設置されている。2・4・6番出入口は佃に、3・5・7 - 10番出入口は月島に設置されている。1番出入口とエレベーター専用出入口は、佃と月島の境界上（新月陸橋下）に設置されている。1 - 7番出入口とエレベーター専用出入口は東京メトロ管轄、8a・8b・9・10番出入口は都営地下鉄管轄である。
当駅周辺は、佃は佃煮発祥の地として、月島は東京名物のもんじゃ焼きの街（西仲通り、愛称は「もんじゃストリート」）として有名である。相生橋を渡り江東区側に入るとそこは越中島であり、東京海洋大学越中島キャンパスがあり、東日本旅客鉄道（JR東日本）京葉線越中島駅も近い｡
市街地再開発事業による複合施設が駅に直結している。
- 隅田川
- 佃川支川（佃川支川の橋のみ、各道路に属さないので、以下に記述する）
  - 住吉小橋
  - 佃小橋
  - 佃堀
- 晴海運河
- 朝潮運河
- 月島川
- 東日本旅客鉄道（JR東日本）京葉線越中島駅：振替輸送時などは近隣の駅（徒歩12分程）として当駅が案内されている。
- 東京都道463号上野月島線（八重洲通り・清澄通り）
  - 中央大橋（八重洲通り）
  - 相生橋（清澄通り）
- 東京都道473号新富晴海線（佃大橋通り）
  - 佃大橋
  - 新月陸橋
  - 朝潮大橋
- 中央区立月島区民センター
  - 中央区役所月島特別出張所
  - 中央区立月島図書館
  - 中央区立月島社会教育会館
- 中央区月島保健センター
- 中央区立佃区民館
- 中央区立月島区民館
- 中央区立月島スポーツプラザ
- 住吉神社
- ムーンアイランドタワー（月島駅前地区市街地再開発事業）：9番出入口から駅に直結している。
- キャピタルゲートプレース（月島一丁目地区市街地再開発事業）：8b番出入口から駅に直結している[24][7]。
- 大川端リバーシティ21
- 中央区立石川島公園
- 中央区立佃公園
- 隅田川テラス
- 晴海アイランドトリトンスクエア：当駅から徒歩12分程度。なお、南西側の勝どき駅からは徒歩5分程度で到着できる。
- 東京都立大学晴海キャンパス（旧：首都大学東京）
- 東京海洋大学越中島キャンパス（旧：東京商船大学）
- 東京都立晴海総合高等学校
- 中央区立佃島小学校・中央区立佃中学校 - 両校は小中一貫校ではないものの、同じ複合校舎内に所在している。
- 中央区立月島第一小学校
- 中央区立月島第三小学校
- 中央区立晴海中学校
- 石川島記念病院
- 京橋月島郵便局
- 中央佃郵便局
- リバーシティ21郵便局
- マルエツ 佃店
- 早稲田アカデミー月島校

## バス路線

### 都営バス
都営バスの最寄り停留所は、2・4番出入口付近の月島駅前と、10番出入口付近の月島三丁目である。
| のりば     | 系統・行先                                                                                        | 備考 |
| 月島駅前   | 月島駅前                                                                                          | 月島駅前                                                                                                |
| ---------- | ------------------------------------------------------------------------------------------------- | --- |
| 1          | - 東16：東京駅八重洲口 - 門33：亀戸駅前                                                           | |
| 2          | - 東16：東京ビッグサイト・深川車庫前・有明一丁目 - 門33：豊海水産埠頭                             | |
| 月島三丁目 |                                                                                                   | |
| －         | - 東16：東京駅八重洲口 - 門33：亀戸駅前 - 業10：とうきょうスカイツリー駅前 - 業10出入：深川車庫前 | 「東16」は本数少 「業10」の新橋方面行きは経由しないため、南側にある「月島四丁目」停留所が最寄りとなる。 |
| －         | 門33：豊海水産埠頭                                                                                | |

### 江戸バス
中央区より日立自動車交通が受託し、以下の江戸バス（中央区コミュニティバス）の路線が運行されている。

#### 佃二丁目
6番出入口付近に設置されている。
- 南循環：月島スポーツプラザ・勝どき駅・聖路加国際病院経由中央区役所行

#### 月島スポーツプラザ
7番出入口付近に設置されている。
- 南循環：勝どき駅・聖路加国際病院経由中央区役所行

#### 月島区民センター
10番出入口付近に設置されている。
- 南循環：勝どき駅・聖路加国際病院経由中央区役所行

## ギャラリー

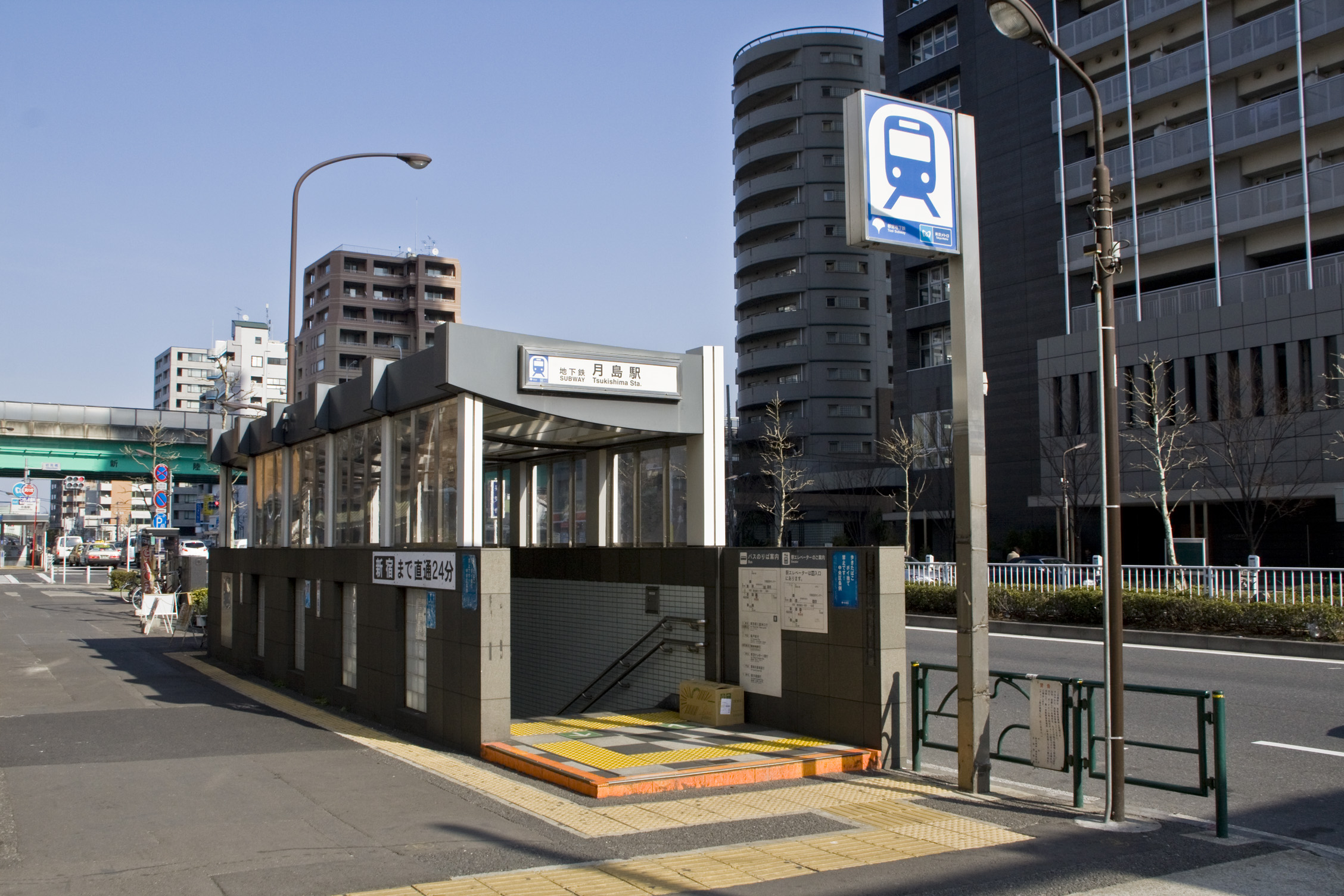
8a番出入口（2009年2月）
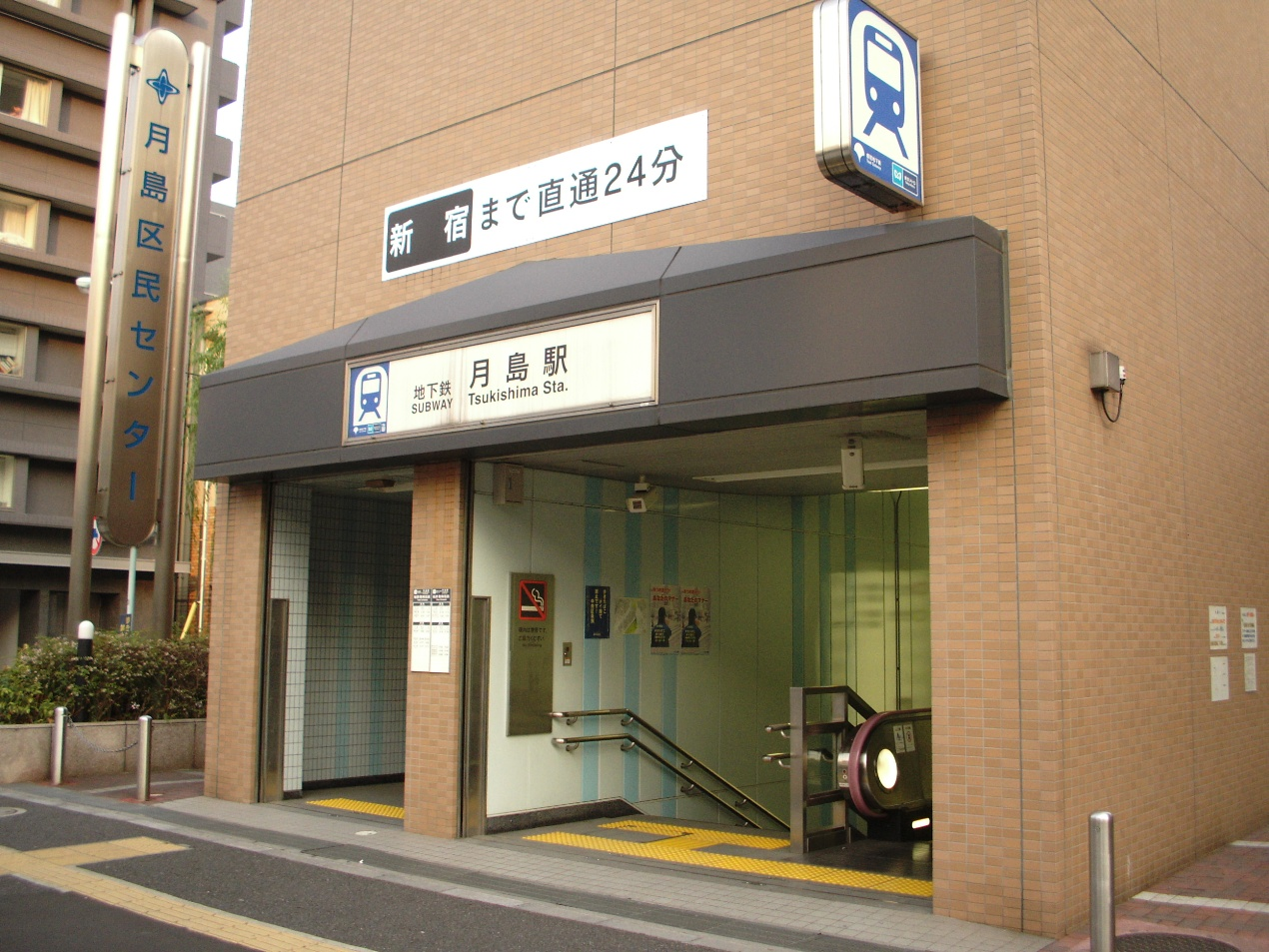
10番出入口（2007年8月）
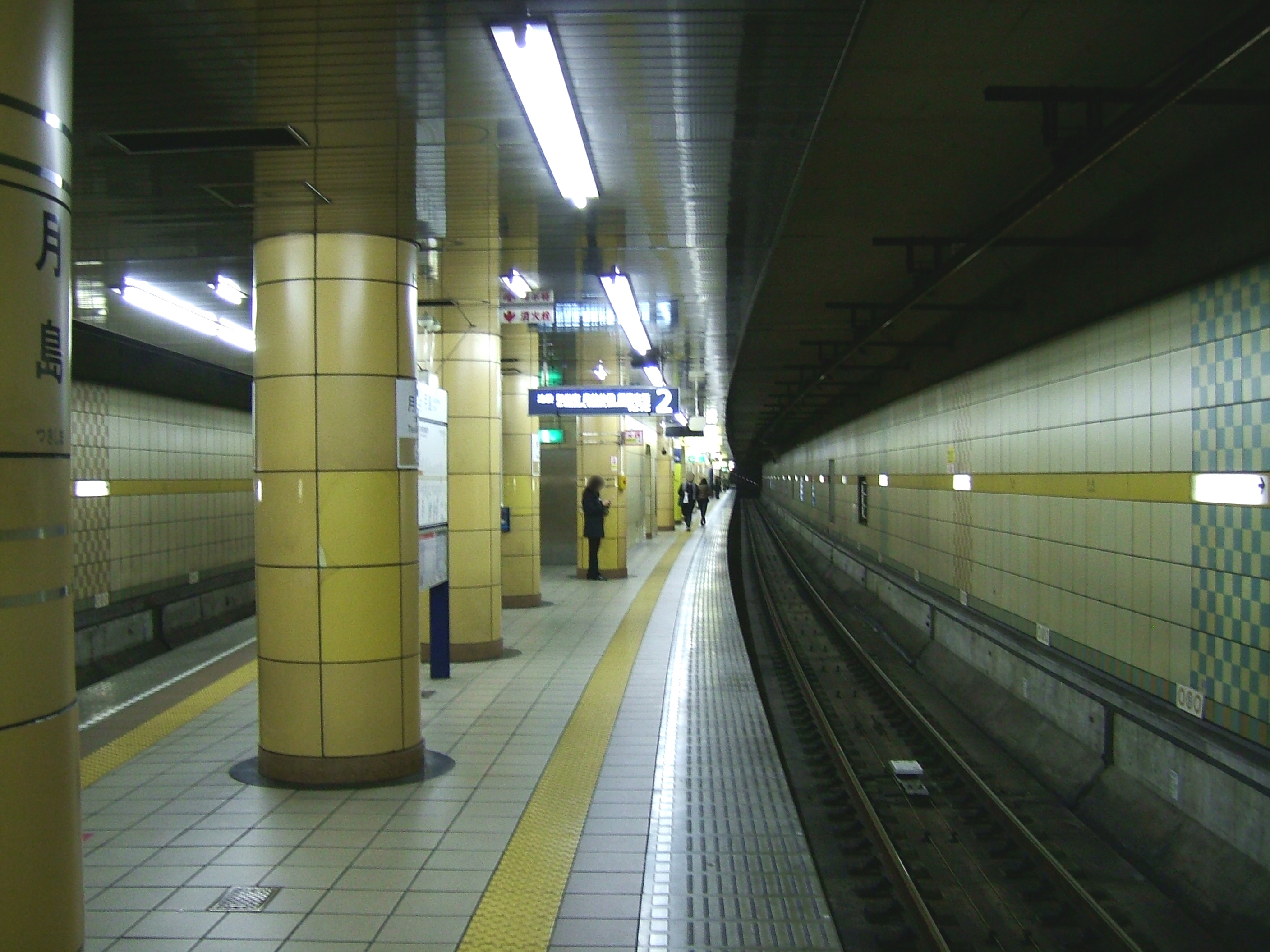
ホームドア設置前の有楽町線ホーム（2007年2月）
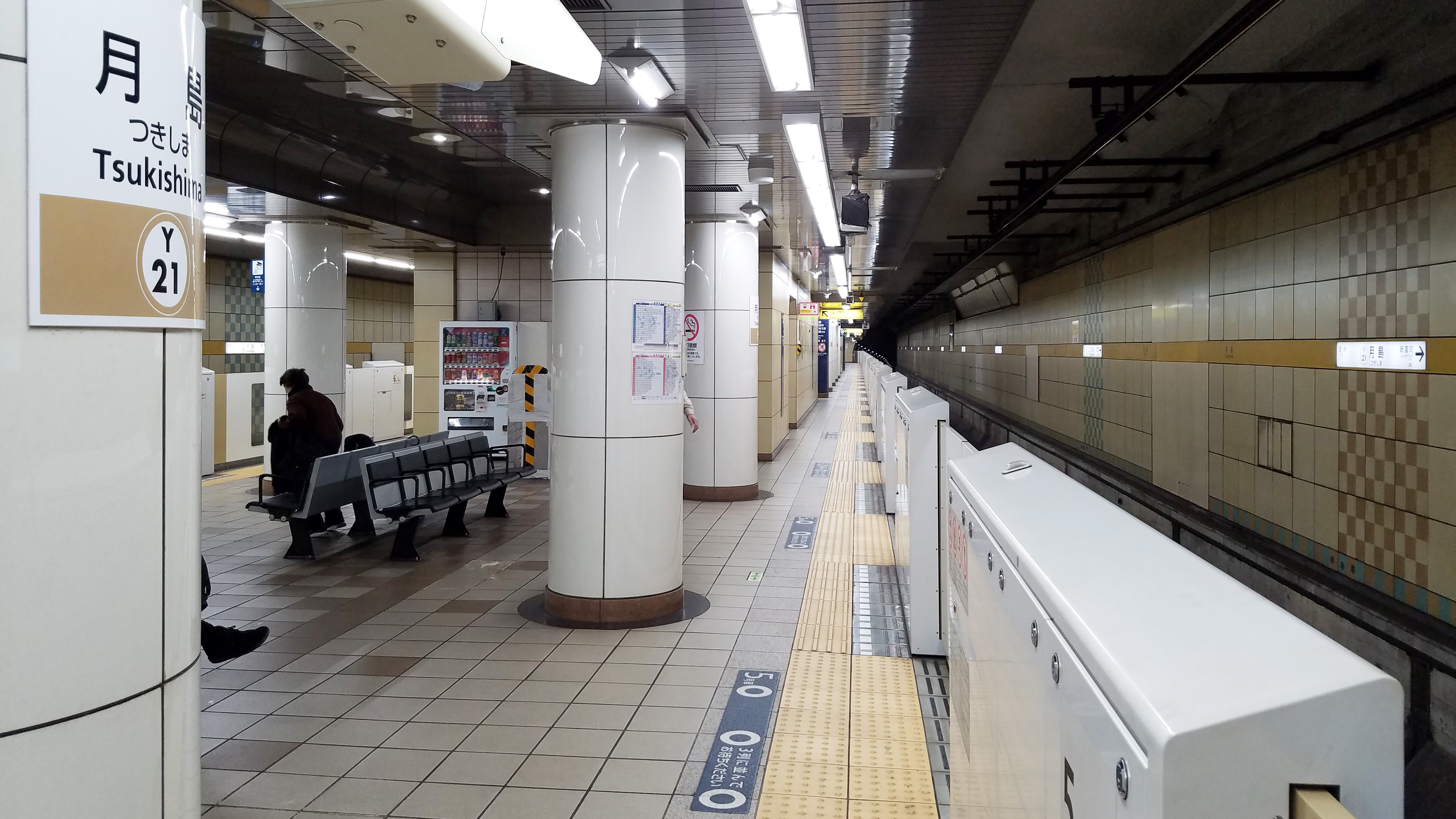
ホームドア設置後の有楽町線ホーム（2017年12月）
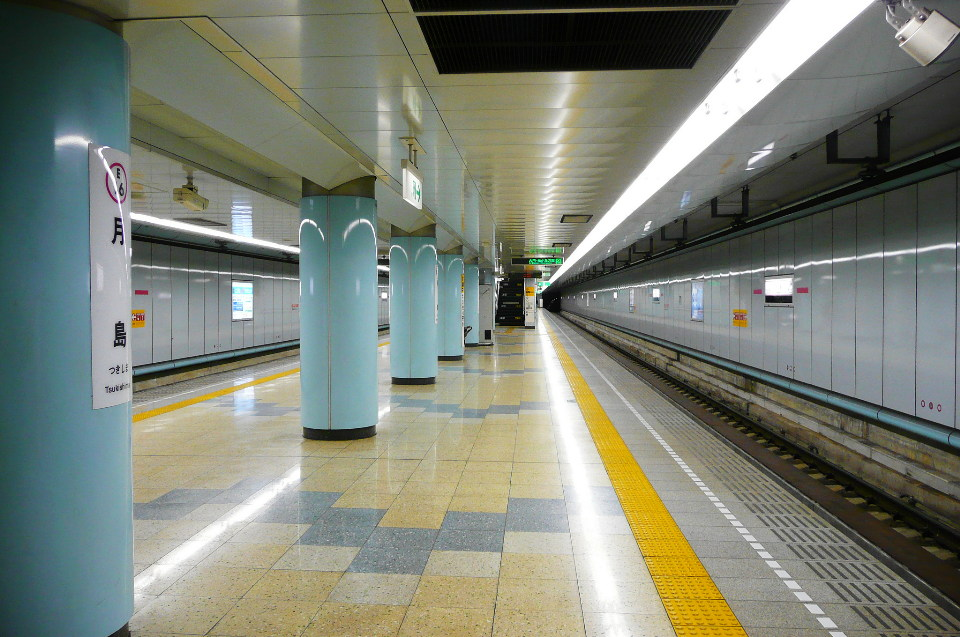
ホームドア設置前の大江戸線ホーム（2007年4月）
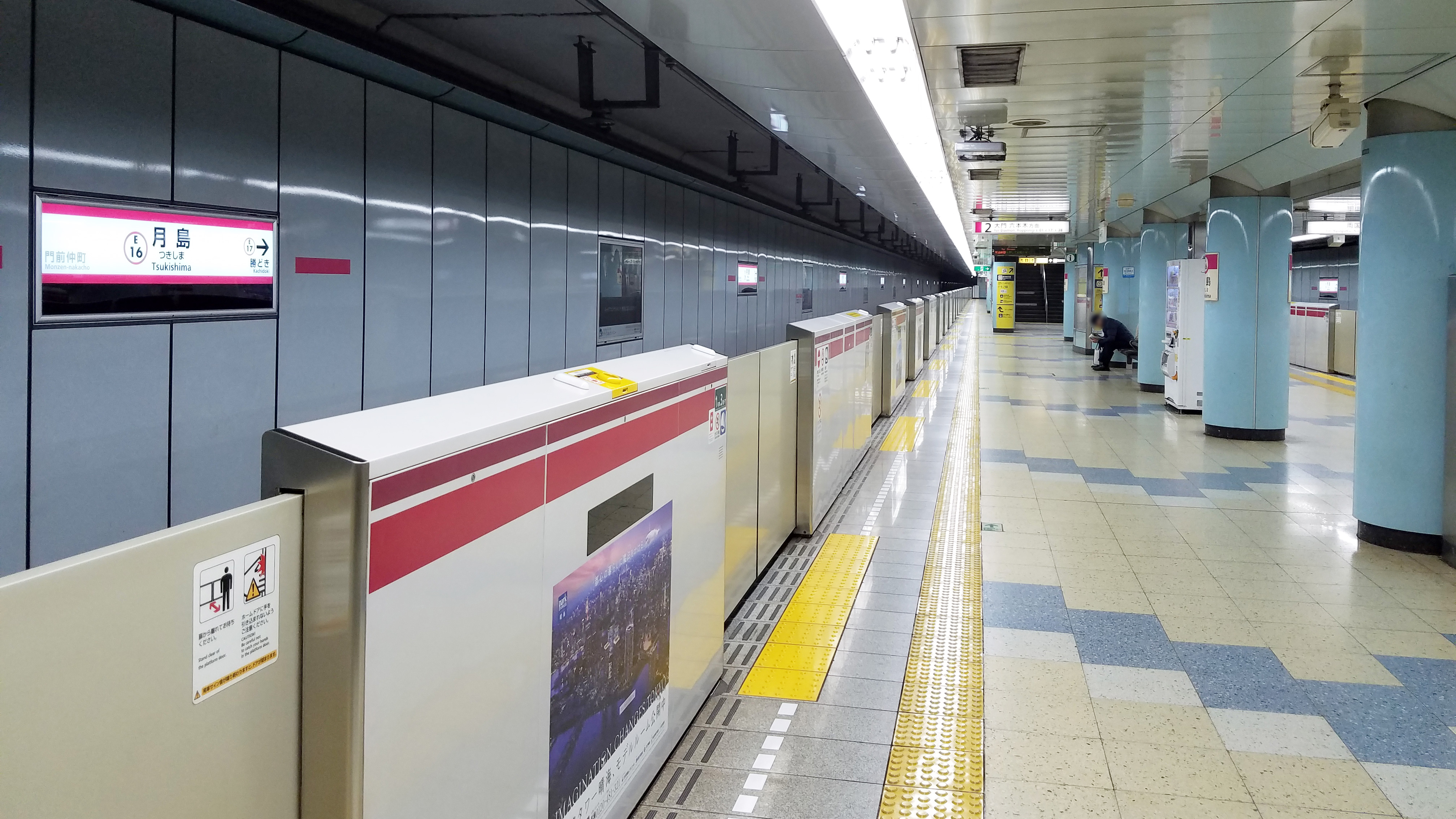
ホームドア設置後の大江戸線ホーム（2017年12月）
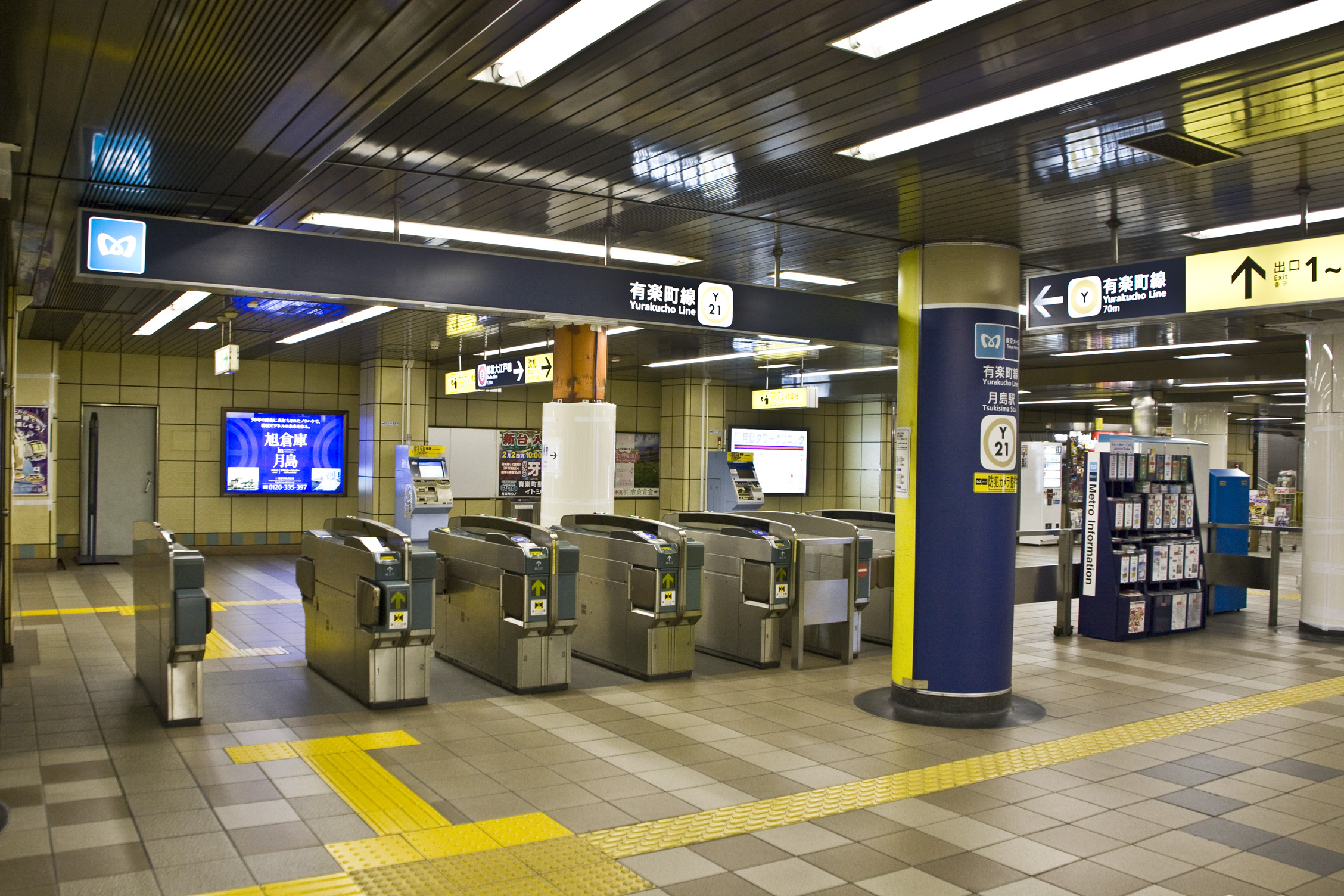
有楽町線改札口（2009年2月）
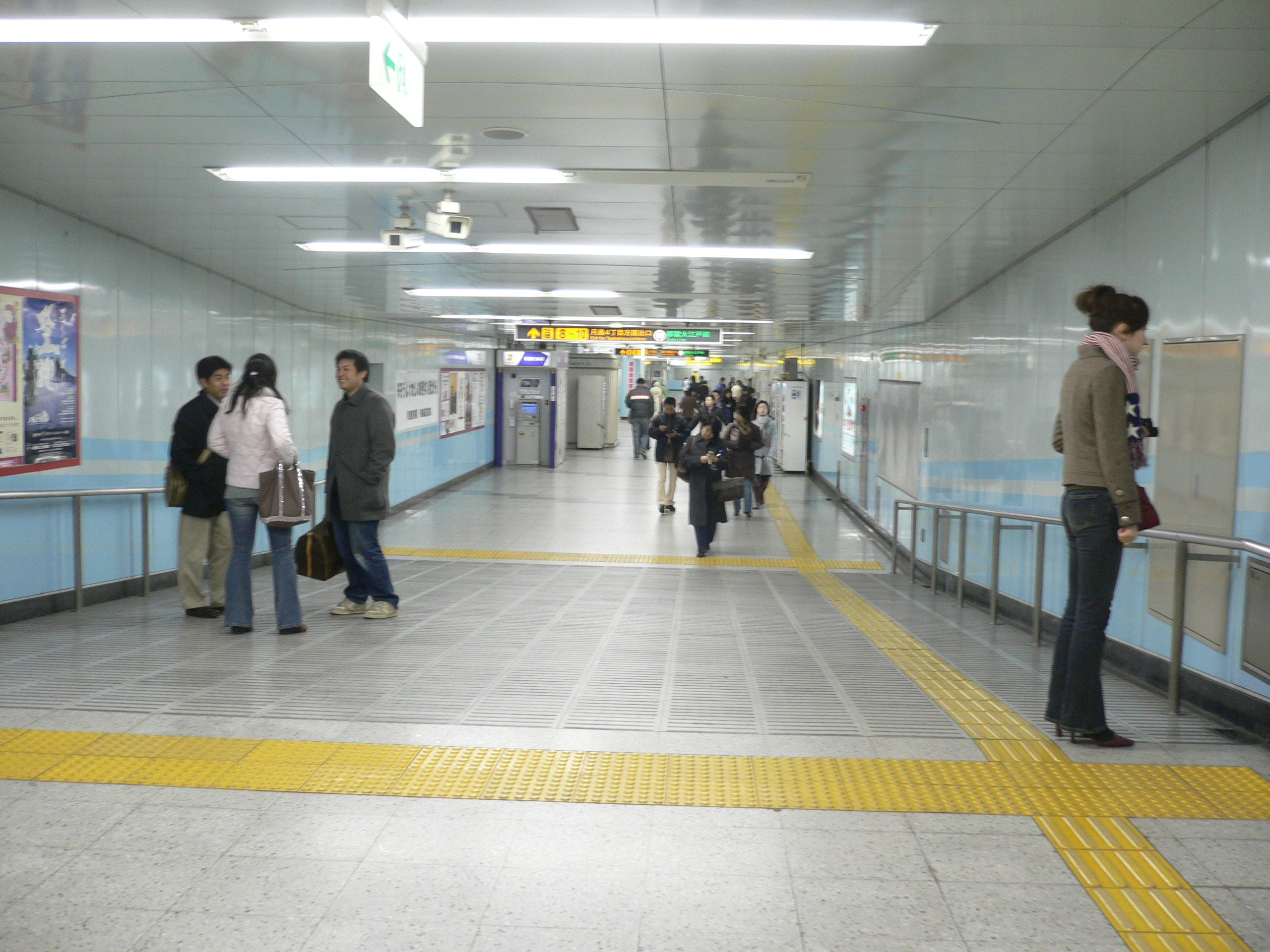
有楽町線⇔大江戸線連絡通路（2005年12月）

## その他
- 毎年8月の東京湾大華火祭開催時には、混雑緩和の為に一部出入口を閉鎖する措置が行われていた。
- 武井咲が出演した、東京地下鉄のテレビコマーシャルの、「東京グルメ」篇の撮影に当駅の有楽町線中央改札付近が使用された。
- 新垣結衣が出演した、アサヒ飲料「十六茶」のテレビコマーシャルの、「今日も朝から出勤」篇の撮影に当駅の4番出入口付近が使用された[25]。
- TBSのテレビ番組『メトログ』で、5回に渡ってそれぞれ当駅が特集された[注 3]｡
- 2020年6月12日の最終列車発車後に、当駅の東京メトロ管轄部分において、ZMPが開発した無人警備・消毒ロボット「PATORO」を活用した、駅構内の無人消毒の実証実験が実施された[26]。この時期は、新型コロナウイルス感染症(COVID-19)が拡大傾向にあり、その予防策の一環として実証実験が実施された。

## 隣の駅
東京地下鉄（東京メトロ）
 有楽町線
新富町駅 (Y 20) - 月島駅 (Y 21) - 豊洲駅 (Y 22)
東京都交通局（都営地下鉄）
 都営大江戸線
門前仲町駅 (E 15) - 月島駅 (E 16) - 勝どき駅 (E 17)